# Aliabad-e Ab Kase
Aliabad-e Ab Kase (pers. ‏علي اباد اب كاسه‎) – wieś w Iranie, w ostanie Kohgiluje wa Bujerahmad. W 2006 roku liczyła 178 mieszkańców w 40 rodzinach.